# Ерюш Вежай
Ерюш Вежай (ерз. Erüš Vežaj; рос. Ерюшов Борис Алексеевич; *7 березня 1955, с. Ірекла Оренбурзької обл.) — ерзянський поет і громадський діяч, координатор фонду "Руця".

## Біографія
Дитячі роки минули в Самарській області. У зв'язку із зникненням села родина Вежая переїхала до Пензенської області на ст. Пачелма. Там закінчив 8 класів загальноосвітньої школи. У 15 років виїхав до Свердловська на навчання до Суворівського училища, яке закінчив із золотою медаллю (1972). Того ж року виїхав до Києва, де пройшов навчання у військово-морському політичному училищі (1976). У званні лейтенанта був скерований на службу до Севастополя, де на військовому кораблі відслужив 6 років. Закінчив Військово-політичну академію ім. В.І.Леніна (1985). Був відправлений на Сєвєроморський флот, де прослужив на кораблі та в штабі до 1994 р. Закінчив службу капітаном другого рангу. Почав займатися підприємницькою діяльністю, відкрив книжкову крамницю "Ерзіана".

## Ерзянський національний рух
Від 1994 р. бере активну участь в ерзянському національному русі. Відомий своїми націоналістичними та антиімперськими поглядами, а також гострою критикою Російської православної церкви. 
Виступав проти участі ерзян у Другій російсько-чеченській війні. У своїй статті "Колонізація Ерзянь Мастор" назвав цю війну колоніальною війною.
Автор поезій та казок ерзянською мовою. Окремі його вірші покладені на музику, а казки озвучені. 